# غران (أرحب)

تعديل مصدري - تعديل

غران هي إحدى قرى عزلة بني سليمان بمديرية أرحب التابعة لمحافظة صنعاء، بلغ تعداد سكانها 119 نسمة حسب تعداد اليمن لعام 2004.